# Georg Friedrich von Auerochs
Georg Friedrich Freiherr von Auerochs (* 23. September 1657 in Oepfershausen im Landkreis Schmalkalden-Meiningen; † 31. Oktober 1731 ebenda) war General und Oberbefehlshaber  der Hessen-kasselschen Armee sowie Teilnehmer an Feldzügen im Spanischen Erbfolgekrieg und im Türkenkrieg.

## Leben

### Herkunft und Familie
Georg Friedrich von Auerochs entstammte dem Adelsgeschlecht derer von Auerochs, die über fünf Jahrhunderte auf dem Rittergut und späteren Auerochsschen Schloss residierte. Er war der Sohn des Rittmeisters Raphael Johann von Auerochs und dessen Gemahlin Maria geb. von Wangenheim.
Am 17. April 1714 heiratete er Johanna Barbara Maria von Streitberg († 1721, verw. von Görtz). Es der Ehe ging ein Sohn und eine Tochter hervor, die beide im frühen Kindesalter verstarben. Nach Johannas Tod heiratete er am 10. März 1722 in zweiter Ehe Susanne Eleonore von der Thann. Die Ehe blieb kinderlos. So starb das Geschlecht von Auerochs nach Georg Friedrichs Tod im Jahre 1731 aus.

### Militärische Laufbahn
Georg kam mit dem neunten Lebensjahr in eine Schule in Eisenach. Nach dem Tod seines Vaters kam er als Page an den Hof des Herzogs Johann Georg zu Sachsen-Eisenach und blieb hier 17 Jahre, bis er den Herzog auf seinem Feldzug im Holländischen Krieg gegen Frankreich in den Elsass begleitete. Georg entschied sich für eine militärische Laufbahn und wurde Soldat im Regiment zu Fuß. Die Einheit wurde nach dem Frieden von Nimwegen 1679 aufgelöst; Georg blieb noch fünf Jahre als Fähnrich bzw. Leutnant, bis er 1684 als Capitain-Lieutenant in das Regiment des Fürsten Walrad zu Nassau-Usingen, General bei den Truppen der Generalstaaten, kam. Bereits im Folgejahr wurde das Regiment aufgelöst, so dass Georg  Capitain bei der Garde zu Fuß in der Hessen-kasselschen Armee wurde und hier kurz darauf zum Rittmeister im Regiment zu Pferde des Grafen von Nassau-Weilburg ernannt wurde. 1686 erteilte ihm der hessische Landgraf Karl die Erlaubnis, am Feldzug gegen die Türken teilzunehmen, wo er an der Belagerung der Festung Buda (Ofen)  beteiligt war. 1687 quittierte er seinen Dienst in der hessischen Armee und kehrte zum Herzog von Sachsen-Eisenach zurück, wo er Kammerjunker und zugleich Rittmeister bei der Leibgarde zu Pferde wurde.
1688, als der Krieg gegen Frankreich wieder aufflackerte, wurde Georg Rittmeister in einem gerade aufgestellten Regiment zu Pferde des Herzogs von Württemberg unter dem Befehl des holländischen Generals der Kavallerie. Georg warb hierfür in seinem Heimatort eine Kompanie mit einer Stärke von 60 Mann an, die er nach Holland führte. 1689 war er an der Befreiung der Festungen Bonn, Kaiserswerth und Reinbergen beteiligt.
1692 kommandierte König Wilhelm die alliierten Truppen und Georg wurde Major und Kommandeur des Württembergischen Regiments zu Pferde, das in holländischen Diensten stand. König Wilhelm machte ihn zum Obristen des Regiments. Die Führung der Generalstaaten ernannte ihn 1704 zum Generalmajor. Im selben Jahr wechselte er zur Hessen-Kasselschen Armee und ging mit dem Erbprinzen Friedrich in die Schlachten, die während des Spanischen Erbfolgekrieges tobten. Die Erfolge seines Regiments Auerochs Dragoner sorgten für den Ruhm der hessischen Dragoner.
In der Zweiten Schlacht von Höchstädt konnte er sich auszeichnen. Sein Kavallerieregiment galt als das beste der verbündeten Truppen.
Im Jahr darauf zog ihn der Krieg nach Italien, wo er an der Schlacht bei Castiglione und 1707 an der Belagerung von Toulon in der Provence teilnahm. Nach Hessen zurückgekehrt, wurde Georg vom Landgrafen sowie von den Generalstaaten zum Generalleutnant ernannt.
1711 erhielt er das Oberkommando über die Hessen-kasselschen Truppen und wurde zum General der Kavallerie ernannt.
In diesem Jahr erwarb er vom Geschlecht der Herda, der anderen Oepfershausener Adelsfamilie, den gesamten Besitz und wurde alleiniger Grundherr in der Ortschaft. Er ließ das Auerochssche Schloss im holländischen Stil – ausgestattet mit einem groß angelegten Garten und einer Kirche – neu errichten.
1713, als mit Frankreich Frieden geschlossen werden konnte, zog er sich weitgehend aus dem Militär zurück, um eine Familie zu gründen. Die beiden Söhne seines älteren Bruders Wolfgang Albrecht waren als Offiziere in jungen Jahren an Pocken gestorben. Georg Friedrich wollte durch eigenen Nachwuchs für den Fortbestand des über 500 Jahre alten Geschlechts sorgen. Seine beträchtlichen Besitzungen fielen nach seinem Tode dem sächsisch-meiningischen Lehnshof zu. Später entstand ein Domänengut daraus.